# BWF Super Series 2008
De BWF Super Series 2008 is het 2de seizoen van de BWF Super Series. Net als de vorige seizoenen bestaat het evenement uit twaalf toernooien en wordt het afgesloten door een Masters Finale.

## Schema
| Ronde | Officiële toernooinaam      | Stadion                            | Stad                 | Datum        | Datum        | Prijzengeld US$ |
| Ronde | Officiële toernooinaam      | Stadion                            | Stad                 | Start        | Einde        | Prijzengeld US$ |
| ----- | --------------------------- | ---------------------------------- | -------------------- | ------------ | ------------ | --------------- |
| 1     | Malaysia Open Super Series  | Putra Indoor Stadium               | Kuala Lumpur         | 15 januari   | 20 januari   | 200.000         |
| 2     | Korea Open Super Series     | Jangchung Gymnasium                | Seoul                | 22 januari   | 27 januari   | 300.000         |
| 3     | All England Super Series    | National Indoor Arena              | Birmingham           | 4 maart      | 9 maart      | 200.000         |
| 4     | Swiss Open Super Series     | St. Jakobshalle                    | Bazel                | 11 maart     | 16 maart     | 200.000         |
| 5     | Singapore Super Series      | Singapore Indoor Stadium           | Singapore            | 10 juni      | 15 juni      | 200.000         |
| 6     | Indonesia Super Series      | Bung Karno Stadium                 | Jakarta              | 17 juni      | 22 juni      | 250.000         |
| 7     | Japan Super Series          | Tokyo Metropolitan Gymnasium       | Tokio                | 16 september | 21 september | 200.000         |
| 8     | China Masters Super Series  | Changzhou Olympic Sports Center    | Changzhou            | 23 september | 28 september | 200.000         |
| 9     | Denmark Super Series        | Arena Fyn                          | Odense               | 21 oktober   | 26 oktober   | 200.000         |
| 10    | French Super Series         | Stade Pierre-de-Coubertin          | Parijs               | 28 oktober   | 2 november   | 200.000         |
| 11    | China Open Super Series     | Yuanshen Sports Development Center | Pudong, Shanghai     | 18 november  | 23 november  | 250.000         |
| 12    | Hong Kong Super Series      | Queen Elizabeth Stadium            | Wan Chai, Hongkong   | 25 november  | 30 november  | 200.000         |
| 13    | Super Series Masters Finals | Likas Indoor Stadium               | Kota Kinabalu, Sabah | 18 december  | 21 december  | 500.000         |

## Resultaten

### Winnaars
| Toernooi        | Mannen enkel     | Vrouwen enkel  | Mannen dubbel                             | Vrouwen dubbel              | Gemengd dubbel                              |
| --------------- | ---------------- | -------------- | ----------------------------------------- | --------------------------- | ------------------------------------------- |
| Maleisië        | Lee Chong Wei    | Tine Rasmussen | Markis Kido Hendra Setiawan               | Yang Wei Zhang Jiewen       | He Hanbin Yu Yang                           |
| Zuid-Korea      | Lee Hyun-il      | Zhou Mi        | Fu Haifeng Cai Yun                        | Du Jing Yu Yang             | Lee Yong-dae Lee Hyo-jung                   |
| All England     | Chen Jin         | Tine Rasmussen | Jung Jae-sung Lee Yong-dae                | Lee Hyo-jung Lee Kyung-won  | Zheng Bo Gao Ling                           |
| Zwitserland     | Lin Dan          | Xie Xingfang   | Jung Jae-sung Lee Yong-dae                | Yang Wei Zhang Jiewen       | He Hanbin Yu Yang                           |
| Singapore       | Lee Chong Wei    | Tine Rasmussen | Zakry Abdul Latif Fairuzizuan Mohd Tazari | Du Jing Yu Yang             | Nova Widianto Lilyana Natsir                |
| Indonesië       | Sony Dwi Kuncoro | Zhu Lin        | Zakry Abdul Latif Fairuzizuan Mohd Tazari | Vita Marissa Lilyana Natsir | Zheng Bo Gao Ling                           |
| Japan           | Sony Dwi Kuncoro | Wang Yihan     | Lars Paaske Jonas Rasmussen               | Cheng Shu Zhao Yunlei       | Muhammad Rizal Vita Marissa                 |
| China Masters   | Sony Dwi Kuncoro | Zhou Mi        | Markis Kido Hendra Setiawan               | Cheng Shu Zhao Yunlei       | Xie Zhongbo Zhang Yawen                     |
| Denemarken      | Peter Gade       | Wang Lin       | Markis Kido Hendra Setiawan               | Wong Pei Tty Chin Eei Hui   | Joachim Fischer Nielsen Christinna Pedersen |
| Frankrijk       | Peter Gade       | Wang Lin       | Markis Kido Hendra Setiawan               | Du Jing Yu Yang             | He Hanbin Yu Yang                           |
| China Open      | Lin Dan          | Jiang Yanjiao  | Jung Jae-sung Lee Yong-dae                | Zhang Yawen Zhao Tingting   | Lee Yong-dae Lee Hyo-jung                   |
| Hong Kong       | Chen Jin         | Wang Chen      | Jung Jae-sung Lee Yong-dae                | Zhang Yawen Zhao Tingting   | Xie Zhongbo Zhang Yawen                     |
| Masters Finales | Lee Chong Wei    | Zhou Mi        | Koo Kien Keat Tan Boon Heong              | Chin Eei Hui Wong Pei Tty   | Thomas Laybourn Kamilla Rytter Juhl         |

### Resultaten per land
| Land       | MAS | KOR | ENG | SUI | SIN | INA | JPN | CHN | DEN | FRA | CHN | HKG | SSF | Totaal |
| ---------- | --- | --- | --- | --- | --- | --- | --- | --- | --- | --- | --- | --- | --- | ------ |
| China      | 2   | 2   | 2   | 4   | 1   | 2   | 2   | 2   | 1   | 3   | 3   | 3   |     | 27     |
| Indonesië  | 1   |     |     |     | 1   | 2   | 2   | 2   | 1   | 1   |     |     |     | 10     |
| Denemarken | 1   |     | 1   |     | 1   |     | 1   |     | 2   | 1   |     |     | 1   | 8      |
| Zuid-Korea |     | 2   | 2   | 1   |     |     |     |     |     |     | 2   | 1   |     | 8      |
| Maleisië   | 1   |     |     |     | 2   | 1   |     |     | 1   |     |     |     | 3   | 8      |
| Hongkong   |     | 1   |     |     |     |     |     | 1   |     |     |     | 1   | 1   | 4      |

## Eindrangschikking
| Plaats | Speler           | Toernooien | Punten |
| ------ | ---------------- | ---------- | ------ |
| 1      | Lee Chong Wei    | 8          | 58.240 |
| 2      | Chen Jin         | 9          | 52.180 |
| 3      | Sony Dwi Kuncoro | 9          | 49.320 |
| 4      | Joachim Persson  | 10         | 47.400 |
| 5      | Peter Gade       | 8          | 44.260 |
| 6      | Lin Dan          | 5          | 41.800 |
| 7      | Taufik Hidayat   | 8          | 41.580 |
| 8      | Bao Chunlai      | 6          | 35.760 |
| 8      | Kenneth Jonassen | 6          | 35.760 |
| 10     | Wong Choong Hann | 9          | 31.080 |

| Plaats | Speler         | Toernooien | Punten |
| ------ | -------------- | ---------- | ------ |
| 1      | Zhou Mi        | 12         | 66.940 |
| 2      | Tine Rasmussen | 10         | 61.320 |
| 3      | Zhu Lin        | 10         | 53.000 |
| 4      | Wang Chen      | 12         | 50.300 |
| 5      | Wang Lin       | 8          | 49.980 |
| 6      | Lu Lan         | 7          | 42.040 |
| 7      | Pi Hongyan     | 9          | 39.600 |
| 8      | Xu Huaiwen     | 9          | 36.720 |
| 9      | Hwang Hye-youn | 9          | 35.400 |
| 10     | Wong Mew Choo  | 9          | 35.340 |

| Plaats | Speler                                              | Toernooien | Punten |
| ------ | --------------------------------------------------- | ---------- | ------ |
| 1      | Markis Kido Hendra Setiawan                         | 10         | 65.540 |
| 2      | Mohd Zakry Abdul Latif Mohd Fairuzizuan Mohd Tazari | 12         | 57.160 |
| 3      | Lars Paaske Jonas Rasmussen                         | 9          | 52.160 |
| 4      | Jung Jae-sung Lee Yong-dae                          | 6          | 45.440 |
| 5      | Mathias Boe Carsten Mogensen                        | 9          | 40.920 |
| 6      | Candra Wijaya Tony Gunawan                          | 7          | 36.540 |
| 7      | Koo Kien Keat Tan Boon Heong                        | 8          | 35.940 |
| 8      | Fu Haifeng Cai Yun                                  | 6          | 34.280 |
| 9      | Rian Sukmawan Yonatan Suryatama Dasuki              | 8          | 31.800 |
| 10     | Shuichi Sakamoto Shintaro Ikeda                     | 8          | 31.680 |

| Plaats | Speler                                     | Toernooien | Punten |
| ------ | ------------------------------------------ | ---------- | ------ |
| 1      | Wong Pei Tty Chin Eei Hui                  | 12         | 59.900 |
| 2      | Du Jing Yu Yang                            | 7          | 54.660 |
| 3      | Lilyana Natsir Vita Marissa                | 10         | 51.560 |
| 4      | Zhao Yunlei Cheng Shu                      | 6          | 39.880 |
| 5      | Lena Frier Kristiansen Kamilla Rytter Juhl | 9          | 39.600 |
| 6      | Ha Jung-eun Kim Min-jung                   | 9          | 39.540 |
| 7      | Miyuki Maeda Satoko Suetsuna               | 7          | 30.960 |
| 8      | Lee Kyung-won Lee Hyo-jung                 | 4          | 28.460 |
| 9      | Zhang Yawen Wei Yili                       | 4          | 27.060 |
| 10     | Gao Ling Zhao Tingting                     | 4          | 25.680 |

| Gemengd dubbelspel \| Plaats \| Speler \| Toernooien \| Punten \| \| ------ \| ------------------------------------------------- \| ---------- \| ------ \| \| 1 \| Nova Widianto Lilyana Natsir \| 10 \| 64.160 \| \| 2 \| He Hanbin Yu Yang \| 8 \| 51.360 \| \| 3 \| Thomas Laybourn Kamilla Rytter Juhl \| 10 \| 48.720 \| \| 4 \| Lee Yong-dae Lee Hyo-jung \| 6 \| 45.460 \| \| 5 \| Anthony Clark Donna Kellogg \| 9 \| 45.120 \| \| 6 \| Xie Zhongbo Zhang Yawen \| 6 \| 39.880 \| \| 7 \| Robert Blair Imogen Bankier \| 10 \| 37.210 \| \| 8 \| Sudket Prapakamol Saralee Thungthongkam \| 9 \| 36.840 \| \| 9 \| Songphon Anugritayawon Kunchala Voravichitchaikul \| 8 \| 33.060 \| \| 10 \| Zheng Bo Gao Ling \| 4 \| 28.480 \| |                                                   |            |        |
| Plaats | Speler                                            | Toernooien | Punten |
| 1 | Nova Widianto Lilyana Natsir                      | 10         | 64.160 |
| 2 | He Hanbin Yu Yang                                 | 8          | 51.360 |
| 3 | Thomas Laybourn Kamilla Rytter Juhl               | 10         | 48.720 |
| 4 | Lee Yong-dae Lee Hyo-jung                         | 6          | 45.460 |
| 5 | Anthony Clark Donna Kellogg                       | 9          | 45.120 |
| 6 | Xie Zhongbo Zhang Yawen                           | 6          | 39.880 |
| 7 | Robert Blair Imogen Bankier                       | 10         | 37.210 |
| 8 | Sudket Prapakamol Saralee Thungthongkam           | 9          | 36.840 |
| 9 | Songphon Anugritayawon Kunchala Voravichitchaikul | 8          | 33.060 |
| 10 | Zheng Bo Gao Ling                                 | 4          | 28.480 |